# Široka Rijeka
Široka Rijeka – wieś w Chorwacji, w żupanii karlowackiej, w gminie Vojnić. W 2011 roku liczyła 161 mieszkańców.